# Das Testament (Roman)
Das Testament ist ein 1999 bei Doubleday unter dem Titel The Testament erschienener Roman (Thriller) des US-amerikanischen Autors John Grisham. Er handelt davon, wie ein überdrüssiger Rechtsanwalt sich für seine Firma auf ein letztes großes Abenteuer macht, um die einzige legitime Erbin eines Multimilliardärs zu finden.

## Inhalt
Montag, der 9. Dezember 1996 in McLean, Virginia, einem Vorort von Washington, D.C. Der 78-jährige Unternehmer Troy Phelan, der ein Vermögen von etwa elf Milliarden US-Dollar besitzt, ist an einem Hirntumor erkrankt und hat höchstens noch zwei Monate zu leben. Seine drei Frauen und sechs Kinder können es kaum erwarten, an das Erbe zu gelangen, doch er will sie in einem letzten dramatischen Akt betrügen: Er lässt sich in seinem Büro von einer psychiatrischen Kommission seine Testierfähigkeit bescheinigen und unterzeichnet vor laufenden Kameras ein 90-seitiges Testament. Nachdem die Psychiater und die Zeugen bis auf seinen Anwalt Josh Stafford und seinen Butler Malcolm Snead gegangen sind, unterschreibt Phelan noch ein eigenhändiges Testament, das das vorherige außer Kraft setzt, und stürzt sich dann von der Dachterrasse seines Bürogebäudes. Das letzte Testament bedenkt die Kinder nur dahingehend, dass sie einen Betrag erben, der ausreicht, um ihre Schulden am Tag der Unterzeichnung zu decken. Außerdem soll es erst am 15. Januar 1997 eröffnet werden, damit die Erben, die glauben, zukünftig sehr reich zu sein, bis dahin noch möglichst viel Geld ausgeben. Gleichzeitig bestimmt eine weitere Klausel, dass bei einer Anfechtung des Testamentes das Erbe für den jeweiligen Erben vollständig entfällt. Der Rest geht an eine allen unbekannte uneheliche Tochter namens Rachel Lane, die als Missionarin im Pantanal im Dschungel von Brasilien lebt.
Die sich betrogen wähnenden Familienmitglieder engagieren eine Meute gieriger Anwälte, um dieses Testament anzufechten. Der korrupte Snead, der zeit seines Lebens dem Multimilliardär zur Seite stand, soll Hauptzeuge sein und bekräftigen, dass der alte Mann verrückt war. Zugleich schickt der Testamentsvollstrecker seinen Partner Nate O’Riley, einen Alkoholiker, der wieder einmal einen Entzug hinter sich hat, in den Dschungel, um die Erbin zu suchen. Angesichts der schwierigen Suche im feuchten Urwald fällt es ihm immer schwerer, der Flasche zu widerstehen.
Endlich entdeckt er die Erbin. Sie lebt als Ärztin und Missionarin bei den Indianern eine bescheidene, selbstlose Existenz. Das Geld, das sie geerbt hat, interessiert sie nicht. Sie will auch nichts unterschreiben, das sie als Erbin auswiese. O’Riley ist fasziniert von ihrer Person, auch der Umgebung, in der sie wirkt, dem Familiensinn, der Ursprünglichkeit, er macht Lane sogar einen Heiratsantrag. Auf dem Weg zurück in die USA hat er in einer Kirche fast so etwas wie eine religiöse Erleuchtung. Während seines Aufenthaltes im Urwald erkrankt Nate am Denguefieber.
Wenngleich nichts Unterschriebenes vorliegt, das den Anspruch der Erbin verbürgt, verteidigen O’Riley und sein Partner das Erbe gegen die Anwälte der Gegenseite. Insbesondere demontieren sie deren Hauptzeugen, den korrupten Butler. Zugleich fühlt sich O’Riley getrieben, mit seiner Familie, besonders seinen verstreut lebenden Kindern, ins Reine zu kommen. Angesichts seiner eigenen Verfehlungen spürt er, welches Unrecht der Multimilliardär seinen Kindern angetan hat, indem er sie ignoriert hat und sie niemals Sicherheit verspüren ließ. Ein Teil der Erbschaft wird in einem Vergleich mit den Anwälten der Gegenseite dem benachteiligten Hauptzweig der Familie zugestanden, genug, um damit ein sorgloses Leben zu beginnen. Die Haupttranche aber soll an die von O’Riley verehrte Ärztin-Missionarin gehen.
In der Hoffnung, sie zur Annahme dieses Erbes überreden zu können, fährt O’Riley noch einmal in den Dschungel. Dort ist die Erbin aber inzwischen an Malaria gestorben. Es gibt indes ein Testament. In diesem erklärt sie sich bereit, ihr Erbe anzutreten. Es soll in eine Stiftung übergehen, deren Zweck die Verbreitung der Ideale ist, welche die Erbin gelebt hat. Zum Testamentsvollstrecker und zum Treuhänder der Stiftung hat sie O’Riley bestimmt.

## Ausgaben
- John Grisham: The Testament. Century Books, London 1999, ISBN 0-7126-7826-3.
- John Grisham: Das Testament. Übersetzt von K. Schatzhauser. 4. Aufl. Heyne, München 2001, ISBN 3-453-19002-5.
- John Grisham: Das Testament. Lesung. Gekürzte Lesefassung. Random House Audio, Köln 2005, ISBN 3-89830-846-4 (5 CDs, gelesen von Charles Brauer).